# ألبرت ماريوس جاكوبسن
ألبرت ماريوس جاكوبسن (بالنرويجية البوكمول: Albert Marius Jacobsen)‏ هو ضابط ومدقق حسابات وسياسي نرويجي، ولد في 28 ديسمبر 1838 في كريستيانسوند في النرويج، وتوفي في 1909 في بودو في النرويج. حزبياً، نشط في الحزب الليبرالي. وقد انتخب عضو برلمان النرويج ‏.